# Оринда
Оринда (на английски: Orinda) е град в окръг Контра Коста, Калифорния, Съединени американски щати. Намира се на 10 km североизточно от Оукланд и на 11 km югозападно от Уолнът Крийк. Населението му е около 17 600 души (2000).
В Оринда умира писателят Пол Андерсън (1926-2001).